# 東京コカ・コーラボトリング
東京コカ・コーラボトリング株式会社（とうきょうコカ・コーラボトリング、英語表記 Tokyo Coca-Cola Bottling）は、かつて存在した東京都を販売拠点とする日本コカ・コーラのボトラー。略称はTCCB。コカ・コーライーストジャパン株式会社の完全子会社であった。創業者は高梨仁三郎で本社は東京都港区のイースト社内に同居していた。

## 沿革
- 1956年（昭和31年）11月 - 高梨仁三郎が東京飲料株式会社（現・コカ・コーライーストジャパン株式会社）を設立する。
- 1957年（昭和32年）3月 - コカ・コーラ本社から芝浦工場（現・本社）の設備を継承し、コカ・コーラの製造販売を開始。
- 1958年（昭和33年）4月 - ファンタオレンジ、グレープ、クラブソーダ発売。
- 1962年（昭和37年）4月 - 東京コカ・コーラボトリング株式会社に社名変更。
- 1963年（昭和38年）5月 - 多摩工場竣工。1号びん詰ライン製造開始。
- 1964年（昭和39年）12月 - 他ボトラーよりの仕入れでコカ・コーラホームサイズ発売。
- 1965年（昭和40年）11月 - コカ・コーラ250ml缶発売。
- 1966年（昭和41年）2月 - 芝浦工場にホームサイズ専用ラインを設置し自社生産開始。
- 1967年（昭和42年）7月 - 稲城工場竣工。1号びん詰ライン製造開始。
- 1970年（昭和45年）4月 - 多摩工場隣接地に多摩第二工場竣工。翌月より4号びん詰ライン製造開始。
- 1971年（昭和46年）5月 - 多摩第一工場で缶詰ライン製造開始。
- 1973年（昭和48年）5月 - ドクターペッパー社とライセンス契約を締結し、利根・沖縄ボトラーと共にドクターペッパーの製造販売を開始。日本コカ・コーラはこの動きに不満を示し、類似商品のミスター・ピブを全国のボトラーに導入させるが売り上げが芳しくなり失敗に終わる。その後二十数年を経てドクターペッパーは日本コカ・コーラの一ブランドとなった。
- 1974年（昭和49年）6月 - 本社新社屋竣工。
- 1974年（昭和49年）10月 - 芝浦工場にてプレミックス、ポストミックス製造開始。
- 1976年（昭和51年）9月 - ペプシ300に対抗して、リターナブルびんのコカ・コーラ300mlびん発売。
- 1977年（昭和52年）3月 - 稲城工場9号ラインでコカ・コーラ1リットルサイズ製造開始。同月発売。
- 1979年（昭和54年）2月 - 他ボトラーと歩調をあわせ、自社ブランドのトレッカコーヒーの販売を中止しジョージアコーヒー発売。
- 1982年（昭和57年）2月 - 稲城工場10号ラインでコカ・コーラ1.5リットルサイズ製造開始。翌月発売。
- 1982年（昭和57年）3月 - 多摩工場1号ラインでジョージアコーヒーの受託生産を開始。
- 1983年（昭和58年）10月 - 稲城工場でコカ・コーラ1.5リットルPETボトル製造開始。翌月発売。
- 1984年（昭和59年）1月 - 芝浦工場閉鎖。
- 1986年（昭和61年）5月 - 稲城工場で無炭酸飲料（アクエリアス、HI-Cサンフィル等）1.5リットルPETボトル製造開始。
- 1991年（平成3年）6月 - 東京カナダドライをカルピス食品工業へ譲渡。
- 1991年（平成3年）6月 - 多摩工場で各種缶製品の製造が可能な新5号ラインが稼働開始。
- 1991年（平成3年）12月 - 社名を株式会社丸仁に変更するとともに、清涼飲料水の製造・販売部門を分離専業化、新しい東京コカ・コーラボトリング株式会社として再発足。
- 1998年（平成10年）8月 - 稲城工場にPETボトル無菌充填ラインを導入。
- 2001年（平成13年）10月 - 関東3ボトラー（東京・三国・利根）による共同製造会社コカ・コーライーストジャパンプロダクツを設立。
- 2002年（平成14年）4月 - 販売機器サービス部門を別社化して機材サービス新会社マシン・メンテナンス・ネットワーク株式会社を設立。
- 2003年（平成15年） - コカ・コーラナショナルビバレッジ社事業開始。
- 2005年（平成17年）3月 - 稲城工場閉鎖。
- 2007年（平成19年）6月 - 第三者割当増資を実施、日本コカ・コーラがこれを引き受け総株数の34%を出資。
- 2009年（平成21年）5月 - 丸仁ホールディングスとの資本関係を解消。それに伴い、不動産事業を開始。
- 2013年（平成25年）7月1日 - コカ・コーライーストジャパン株式会社を持株会社として、当社とコカ・コーラ セントラル ジャパン、三国コカ・コーラボトリング、利根コカ・コーラボトリングの4社が株式交換と会社分割により経営統合[1][2]。当社はコカ・コーライーストジャパン株式会社の完全子会社となる。
- 2015年（平成27年）1月1日 - 持株会社であったコカ・コーライーストジャパンが、コカ・コーラ セントラル ジャパン（2代目）、三国コカ・コーラボトリング、東京コカ・コーラボトリング、利根コカ・コーラボトリングの4社を吸収合併し、事業会社化。当社は消滅した[3]。

## 工場
- 多摩工場(T→TTA→ETA) - 東京都東久留米市

1963年開設。後に隣接地に第二工場を建設し、缶製品の製造を第一工場、びん製品の製造を第二工場へ集約した。
- 芝浦工場（廃止） - 東京都港区

元々軍用品のびん入りコカ・コーラを製造していたが、東京飲料が工場・従業員ともに引き継いだ。
新本社竣工の1974年からシロップ工場に転換されたが1984年に生産終了。
- 稲城工場（I→TIN)（2005年廃止） - 東京都稲城市

当時の世界最高水準を誇るびん製品ラインを備え1967年開設。後に大型びんやPETボトルの生産を開始。
1998年に無菌充填PETボトルラインが導入され、主に茶製品の大型PETボトル製品を生産。2005年閉鎖。
※工場名の後ろの英数字は製造所固有記号

## 関連企業

### 東京コカ・コーラグループ
- アーバン ベンディックス ネットワーク株式会社
- フレッシュ・ベンダー・サービス株式会社
- 株式会社ウエックス東京
- マシン・メンテナンス・ネットワーク株式会社